# 큰양놀래기
큰양놀래기(Cheilinus undulatus)는 농어목 놀래기과에 속하는 어류로 나폴레옹 피시라고도 불리는 어종이다. 몸길이는 보통은 1m이며 최대 크기는 2.3m에 몸무게는 180kg가 나가는 대형 어류이기도 하다.

## 특징과 먹이
큰양놀래기는 머리에 혹이 나있는 점이 특이한 물고기로 이것이 나폴레옹 보나파르트와 닮았다고 해서 나폴레옹 피시라는 이름이 붙은 물고기이다. 놀래기과에서도 몸집이 굉장히 크며 이빨도 단단한 것이 특징으로 이 단단한 이빨을 통해 갑각류, 불가사리, 연체동물, 성게를 깨 먹으며 때론 작은 물고기를 섭식한다. 또한 머리는 파란색이고 미로처럼 생긴 무늬에 몸통은 녹색에 검은 세로 줄무늬가 있는 것도 특징이다. 수명은 30 ~ 50년으로 어류 중에선 수명이 길고 경골어류 중에서도 대형종에 속한다. 생후 5 ~ 7년이 지나면 성적으로 성숙하며 9년이 지나면 일부의 암컷이 수컷으로 성전환을 하기도 한다. 주로 단독 생활을 하지만 산란기엔 무리를 지으며 산란과 수정이 동시에 이뤄진다.

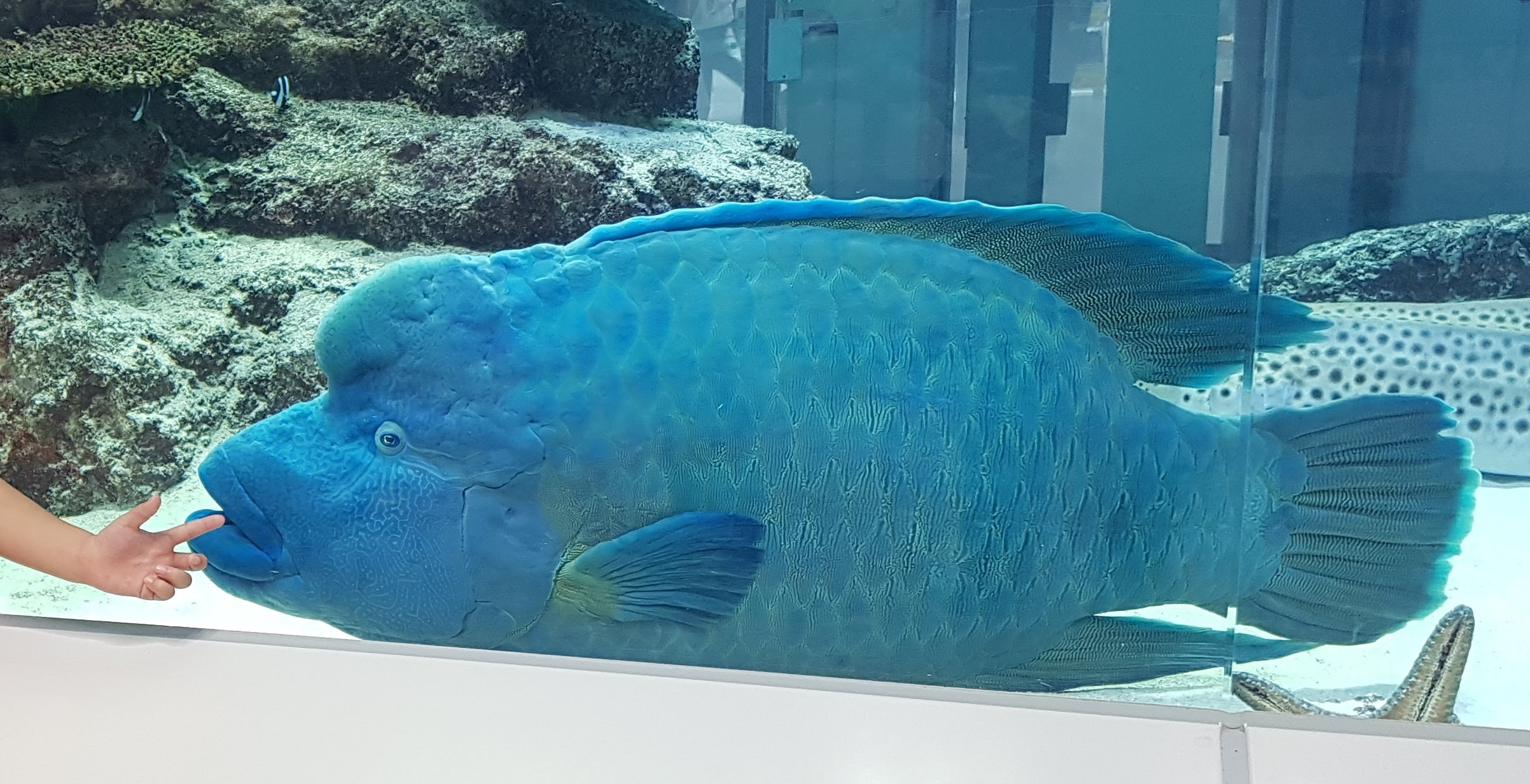

## 서식지와 그외의 이야기
큰양놀래기는 주로 오스트레일리아, 뉴질랜드, 필리핀에 이르는 태평양 일대와 홍해, 인도양에 주로 서식하며 수심 20 ~ 60m의 산호초의 표해수층이 주된 서식처이다. 홍콩에서는 맛이 좋아 식용으로도 이용되며 흰살 생선이기에 살이 부드러운것으로 유명하다. 다만 서식지를 파괴당하고 남획으로 인해 멸종위기종이며 개체수가 줄어들었기에 현재는 보호종으로 분류되어 보호받고 있다.